# Mehrdeutigkeitsproblem
Das Mehrdeutigkeitsproblem ist eine allgemeine Problematik der Dateninterpretation, wenn für die Ergebnisse einer Messung oder Messreihe unterschiedliche Interpretationen möglich sind. Die Gleichrangigkeit dieser Deutungen fasst man auch unter dem Begriff Äquivalenzprinzip zusammen.
Eine besondere Bedeutung besitzen Mehrdeutigkeitsprobleme bei geophysikalischen Messungen, da deren Untersuchungsgegenstand – das Erdinnere – nur sehr kostspielig durch Bohrungen und auch dann nur bis in eine vergleichsweise geringe Tiefe direkt zugänglich ist. In der Geoseismik haben beispielsweise Laufzeitkurven eine hohe Anfälligkeit für derartige Fehleinschätzungen, weil deren seismische Wellen sowohl durch die Gesteinsdichte als auch die Elastizitätsmodule beeinflusst werden. Beide Parameter können i.a. nur unzureichend genau veranschlagt werden.
Auch in der Potentialtheorie sind Mehrdeutigkeitsprobleme häufig, etwa bei der Feldfortsetzung nach unten oder oben und bei der geophysikalischen Interpretation von Schwereanomalien oder Lotabweichungen. Denn die starke Wirkung eines "Störkörpers" (z. B. einer Erzlagerstätte) kann sowohl durch ihre Nähe als auch durch großen Dichteunterschied zum Umgebungsgestein verursacht sein.
Das Problem, dass Kraftfelder ohne zusätzliche Daten meist nicht eindeutig auf die verursachenden Massen- oder Quellpunkte schließen lassen, wird auch als Umkehrproblem der Potentialtheorie bezeichnet.
In vielen Fällen lassen sich Mehrdeutigkeitsprobleme jedoch verringern:
1. vor allem durch die parallele Nutzung verschiedener Messverfahren und deren Vergleich, was die spezifischen Schwächen einzelner Verfahren gegenseitig kompensieren kann,
2. durch Analogieschlüsse für die unbekannten Parameter aus ähnlich gelagerten Gebieten oder Messkampagnen
3. durch besondere Auswahl der Messpunkte in der Nähe bereits bekannter Strukturen oder in großer Entfernung von möglichen Störungslinien oder sonstigen Anomalien.

Das Mehrdeutigkeitsproblem sozialpsychologischer Art findet man in der Konfliktsituation, in der es gilt, mehrere Reize (Aktionen anderer, Reaktionen usw.) zu bewerten, um entsprechend reagieren zu können. Konflikte zu bearbeiten oder zu lösen, bedeutet demnach, die Widersprüchlichkeit mehrerer Reize dergestalt zu managen, dass sie vorteilhaft in einer komplexen Situation genützt werden können. 